# テレンス・コンラン
サー・テレンス・コンラン (Sir Terence Orby Conran, CH RDI FCSD, 1931年10月4日 - 2020年9月12日) は、イギリスの家具デザイナー、インテリアデザイナー、ライフスタイルショップ経営者、レストラン経営者、著述家である騎士 (Knight) に叙勲された「サー」である。

## 経歴
テレンス・コンランは1931年10月4日、イギリス、サリーのイーシャーに生まれた。父はイーストロンドンでゴムの輸入を行う会社を経営していた。ドーセット州の Bryanston School を経て、ロンドンのデザインの名門セントラル・セント・マーチンズでテキスタイルを学んだ。
1952年にフリーのデザイナーとなり、1956年にコンラン・デザイン・グループを設立して Summa ブランドの家具の製作を開始し、ファッションとインテリアデザイナーのマリー・クヮントの一号店マリークァントのデザインを手がけた。1964年に三人目の妻のキャロライン・ハーバートと共に、後に斬新なデザインを特徴としたライフスタイルショップのチェーンに成長するハビタの一号店をロンドンに開いた。
1973年にザ・コンランショップの一号店をロンドンに開いた。
1980年代に日本へ進出し、西武百貨店と提携してハビタ館をオープンする。ハビタをマザーケア (Mothercare) とヒールズ (Heals) ブランドを合せたストアハウス (Storehouse) グループに発展させるなど、事業を拡大した。
1990年代は、プライベートで慰謝料1000万ポンドを支払い妻キャロラインと離婚し、"ストアハウス" を売却し、日本やアメリカに "ザ・コンランショップ" やレストランを次々に開いた。2000年はロンドンのリヴァプールで グレート・イースタン・ホテルをリノベーションして開業するなど新規事業に参入して成功し、レストラン分野は世界4都市に30店以上のレストランやカフェを展開している。
インテリアデザイン・建築・文化事業の分野では、1987年にミシュランハウスを改装したレストラン"ビバンダム"とブルーバードガラージを開業する。デザイン奨励と社会貢献を目的として1981年に設立したコンラン財団を中核にして、1989年にデザインミュージアムを開館し、1990年代初期はタワーブリッジに隣接したシャッドテムズ地区再開発に寄与した。インテリアデザイン関係の著書や出版物も多い。
デザイン分野で功績と文化事業が評価され、1983年にエリザベス2世女王より騎士 (Knight Bachelor) に叙勲され、「サー」(Sir) の敬称を許されている。
2020年9月12日、イギリス国内の自宅で死去。88歳没。

## 家族
ファッションデザイナーのジャスパー・コンランは実子、作家のシャーリー・コンランは2番目の妻である。妹のひとりがアントニオ・カルルッチョと結婚していたことがある。

## 業績

### 日本における事業
- 西武百貨店と提携し、ハビタ館をオープン（1982年、現在閉館）
- ザ・コンランショップ新宿本店 (1994年開店 新宿パークタワー内)
- ザ・コンランショップ福岡店 (1996年開店 岩田屋本店内)
- ザ・コンランショップ丸の内店 (2002年開店)
- ザ・コンランショップ名古屋店 (2005年開店／2020年12月15日閉店)
- ザ・コンランショップ大阪店 (2011年開店／2014年2月8日閉店)
- ザ･コンランショップ キッチン (2012年開店／2019年2月29日閉店)
- ザ・コンランショップ京都店 (2015年開店／2019年2月29日閉店)
- ザ・コンランショップ 新宿伊勢丹店 (2016年開店)
- ザ・コンランショップ 神戸店（2022年8月31日開店 神戸阪急新館「HANKYU MODE KOBE」内）
- ボタニカ (2007年開店／2017年1月13日閉店)
- 赤坂アークヒルズのアークヒルズ・クラブ
- 六本木ヒルズレジデンスC棟・D棟11階 - 18階高価格帯サービスアパートメント部分インテリア
- 六本木ヒルズ森タワー51Fの六本木ヒルズクラブ
- 日本航空 エグゼクティブクラス「SEASONS」インテリア（1996年）

### 主なデザイン活動
- ロンドン・ガトウィック空港北ターミナル
- マリークァント一号店
- シャッドテムズ地区再開発と、これに伴うデザインミュージアムやレストランの開業
- ウィーンのホテル ダス・トリエスト
- ニューヨーク・ジョン・F・ケネディ国際空港の旧ブリティッシュエアウェイズ・ターミナル (現第7ターミナル) コンコルドラウンジ

### 主なレストラン
- Soup Kitchen
- Orrery
- Quaglino's
- Mezzo
- Pont de la Tour
- Blueprint Café
- Butler's Wharf Chop House
- Bibendum
- Bluebird
- Bluebird Food Market
- Sartoria
- Alcazar

### 著書
- The Essential House Book (英語版、日本語解説付き)
- Terence Conran on Design (英語版および日本語版)
- Terence Conran's Kitchen Book (英語版)
- Terence Conran's New House Book (英語版および日本語版)
- The Essential Garden Book (英語版、日本語解説付き)
- Easy Living (英語版)
- Terence Conran on Restaurant (英語版および日本語版)
- Terence Conran on London (英語版)
- From Alcazar to Zinc (英語版)

### 映像
- テレンス・コンランのホームデザイン倶楽部（テレビ朝日系）